# Caecosphaeroma (Caecosphaeroma) virei
Caecosphaeroma (Caecosphaeroma) virei is een pissebed uit de familie Sphaeromatidae. De wetenschappelijke naam van de soort is voor het eerst geldig gepubliceerd in 1896 door Adrien Dollfus.